# 27604 Affeldt
27604 Affeldt este o planetă minoră (asteroid) din centura de asteroizi. A fost descoperită pe 19 martie 2001 la Stația Anderson Mesa de Lowell Observatory Near-Earth-Object Search. 
Obiectul prezintă o orbită caracterizată de o semiaxă mare de 2,3331966 UAi, o excentricitate de 0,01, o înclinație de 7,71056 ° în raport cu ecliptica.